# 高橋興光
高橋 興光（たかはし おきみつ）は、戦国時代の武将。安芸国・石見国国人である石見高橋氏の当主。高橋久光の次男である高橋弘厚の子とされるが、高橋氏の系図については異説も多く、以下の記述も確定的なものではない。

## 生涯
文亀3年（1503年）、高橋弘厚の子として生まれたとされる。
永正12年（1515年）、高橋氏の当主であった伯父・高橋元光の戦死により、祖父・久光の後見を受けて家督を相続する。父に倣い、大内義興から偏諱を貰って興光と名乗ったが、これは安芸国人一揆の結束を弱め、大内氏による安芸への影響力が再び強まる一因となった。
近隣の国人である毛利氏の当主・毛利興元に叔母（伯母）が嫁いで嫡男の毛利幸松丸が生まれており、毛利氏とは友好関係にあった。永正13年（1516年）に毛利興元が死去し、幸松丸の家督相続を機に外戚として毛利氏に干渉したが、幸松丸の外祖父として権力を振るった久光は永正18年（1521年）に戦死した。
毛利幸松丸を後見し、大永3年（1523年）7月15日の幸松丸死去によって毛利氏の家督を相続した毛利元就は、次第に高橋氏と敵対するようになり、享禄元年（1528年）12月21日、父・弘厚が在城した安芸国高宮郡の松尾城が大内方の毛利元就、和智豊郷、弘中隆兼の軍に攻撃され、翌享禄2年（1529年）5月2日に落城した。
興光は石見国邑智郡阿須那の藤根城に籠城し、尼子経久の三男である塩冶興久に援兵を要請したが、毛利元就は興光の叔父である高橋盛光をそそのかして興光を自刃に追い込み、それに乗じて高橋氏の領地を併呑した。これにより石見高橋氏は滅亡した。なお、盛光も主君殺しを理由に直後に元就に殺害されている。
なお、元光や久光の戦死についても、興光の最期と類似したエピソードが伝わっており、どこかで伝承に混乱があったと推察される。また、高橋氏の滅亡時期について、享禄3年（1530年）5月が正しいとする説も出されており、それに対する反論も含めて議論がされている。
ちなみに、同じく元就に滅ぼされた本城常光は高橋氏の一族だという。

## 登場作品
- 毛利元就（1997年 NHK大河ドラマ 演：鷲生功）